# Glonggong (Nogosari)
Glonggong is een bestuurslaag in het regentschap Boyolali van de provincie Midden-Java, Indonesië. Glonggong telt 5348 inwoners (volkstelling 2010).